# Richard Schallert
Richard Schallert, född 21 april 1964 i Brand i Vorarlberg, är en österrikisk tidigare backhoppare och nuvarande bachoppstränare.

## Karriär
Richard Schallert debuterade internationellt i världscupen i normalbacken i Cortina d'Ampezzo i Italien 20 december 1981. Han blev nummer 14 i sin första världscuptävling. Han kom på prispallen i en deltävling i världscupen första gången under avslutningstävlingen i tysk-österrikiska backhopparveckan i Paul-Ausserleitner-Schanze i Bischofshofen i Österrike där han blev nummer tre efter Jens Weissflog från Östtyskland och Olav Hansson från Norge. Schallert var fyra gånger på prispallen i deltävlingar i världscupen. Hans bästa placering i den totala världscupen kom säsongen 1982/1983 då han blev nummer 12 sammanlagt. Samma säsong blev han nummer 6 sammanlagt i backhopparveckan.
Schallert startade i skidflygnings-VM 1983 i Čerťák i Harrachov i dåvarande Tjeckoslovakien. Här blev han nummer 5 i en tävling som vanns av Klaus Ostwald från Östtyskland före hemmahopparen Pavel Ploc och Matti Nykänen från Finland. Schallert var 13,0 poäng efter segrande Ostwald och 5,5 poäng från en bronsmedalj.
Richard Schallert deltog i 3 världsmästerskap i nordisk skidsport. Under Skid-VM 1984 (som bestod av lagtävlingar med backhoppning i Engelberg i Schweiz och nordisk kombination i  Rovaniemi i Finland, eftersom grenarna inte fanns med vid olympiska vinterspelen 1984 i Sarajevo i det dåvarande Jugoslavien) blev österrikiska laget nummer fyra efter Finland, Östtyskland och Tjeckoslovakien. Österrike var 3,1 poäng från bronsmedaljerna. I Skid-VM 1985 på hemmaplan i Seefeld in Tirol tävlade Schallert endast i den individuella tävlingen i normalbacken. Han blev nummer 29. I lagtävlingen vann Österrike silvermedaljerna, men utan Richard Schallert i laget.
I sitt sista Skid-VM, i Oberstdorf i Västtyskland 1987 deltog Schallert i normalbacken och blev nummer 37. I lagtävlingen vann Österrike bronsmedaljerna med Schallert i laget. Han tävlade tillsammans med Ernst Vettori, Franz Neuländtner och Andreas Felder som vann individuella tävlingen i stora backen. Österrike var 46,6 poäng efter segrande Finland och 10,5 poäng efter Norge.
Efter några svåra skador avslutade Schallert sin aktiva backhoppningskarriär 1988.

## Senare karriär
Richard Schallert var från 1989 backhoppstränare för Österrikiska Skidförbundet (ÖSV). I perioden 2006 till 2009 var han tränare för tjeckiska backhoppningslandslaget. Sedan sommaren 2009 har Schallert varit verksam som tränare för Tysklands rekryteringslag.